# Bernhard besucht Bischof Hugo von Grenoble

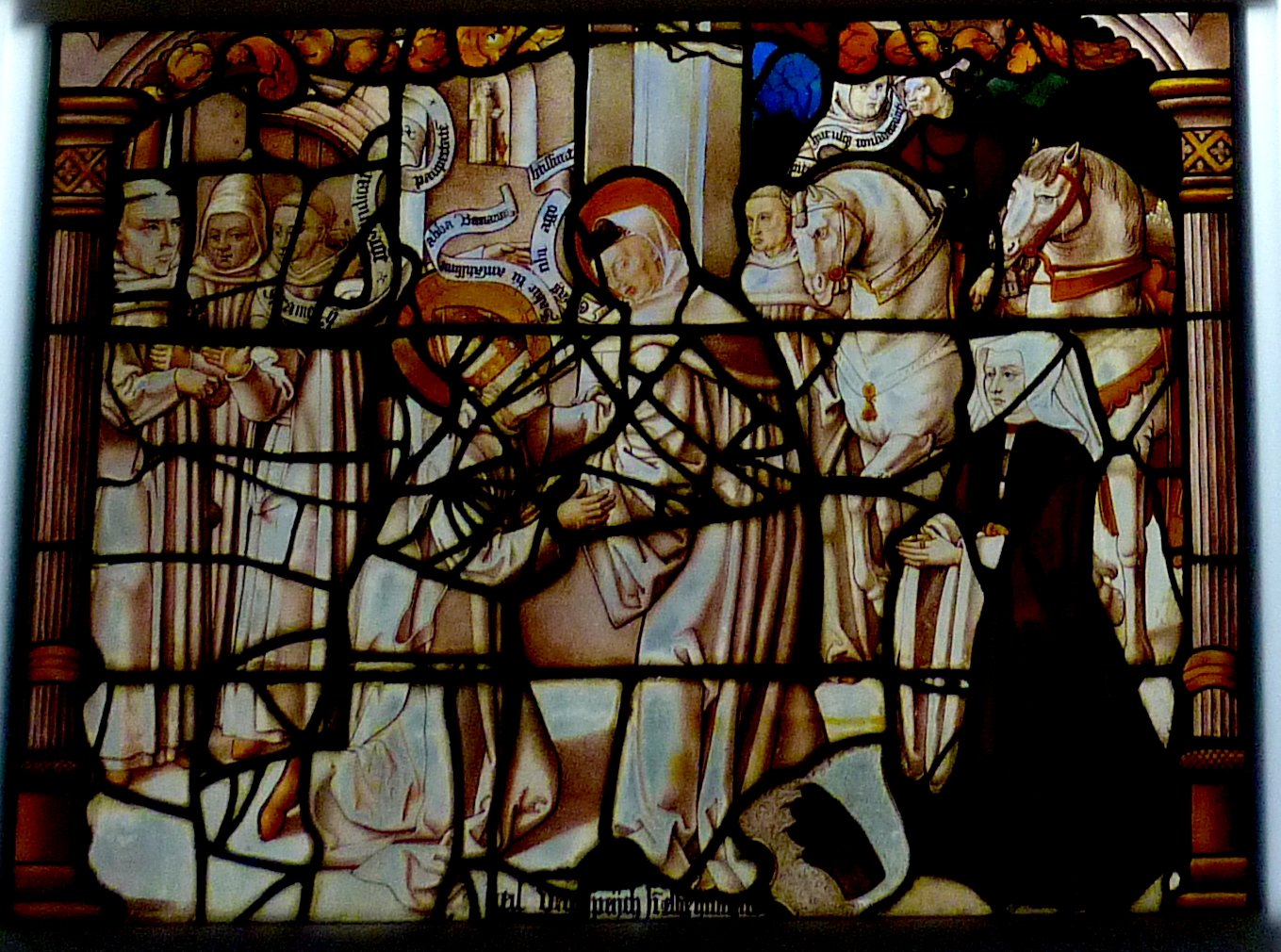
Scheibe mit der Darstellung Bernhard besucht Bischof Hugo von Grenoble und die Kartäusermönche

Bernhard besucht Bischof Hugo von Grenoble und die Kartäusermönche ist ein Bleiglasfenster, das zwischen 1505 und 1532 für den Kreuzgang des Klosters Altenberg geschaffen wurde. Es befindet sich seit 1956 in der Sammlung Ludwig (Aachen) und wird im Museum Schnütgen ausgestellt.

## Herkunft
Die Scheibe gehörte zu den 1806 ausgebauten Scheiben des Kreuzgangs der Abtei Altenberg. Sie kam in die Sammlung des Weinhändlers Johann Heinrich Pleunissen (1731–1810) in Köln und wurde an seine Tochter Maria Franziska Hirn geb. Pleunissen (1765–1833) vererbt. Im Jahr 1956 kam sie in die Sammlung Ludwig in Aachen.

## Beschreibung
Die Scheibe stammt aus einem Zyklus über das Leben des heiligen Bernhard, sie ist circa 85 cm breit und 61 cm hoch. Die Scheibe weist verschiedene Ergänzungen auf und eine vermutete Inschriftenzeile fehlt. Es wird hier die Begebenheit erzählt, wie Bernhard den Bischof Hugo von Grenoble bei den Kartäusern besucht. Links sehen wir, wie Hugo vor Bernhard in die Knie gesunken ist. Beide, Hugo und Bernhard, sind durch einen Nimbus ausgezeichnet. Die Spruchbänder geben die gegenseitige Begrüßung wieder. Rechts außen kniet die Stifterin in zeitgenössischer Mode gekleidet.